# 曼恩河
曼恩河（法語：Maine，法語發音：[mɛn] ⓘ）位于法国西北部曼恩-卢瓦尔省，发源于昂热以北，由马耶讷河和萨尔特河汇流而成，最终终入卢瓦尔河，全长11.5公里。